# Slick 360
Le Slick 360 est un avion de voltige monoplace sud-africain destiné exclusivement à la compétition.

## Historique
À l’origine du projet on trouve Glen Dell (en), qui volait en 2002 sur un classique appareil métallique importé, qu’il trouvait lourd par rapport à certains avions en matériaux composites apparus aux États-Unis comme le Laser (en) où en Europe comme l'Extra 230. D'autre part des appareils comme l'Extra 230 ou le Yak-55 n'étant plus construits, les avions susceptibles de participer à l'AWAC (Advanced World Aerobatic Competition) atteignaient des prix exorbitants. Glenn Dell estimait enfin que le sport aérien en Afrique du Sud était trop dépendant des importations. Optant pour une production nationale, il se rapprocha de la firme Aerocam, à Centurion, Pretoria.

### Prototype
En tout juste un an Aerocam réalisa un prototype [ZU-ACE], inspiré il faut le dire de l’Extra 230 dont la production avait cessé, sous la direction de l’ingénieur François Jordaan (responsable du planeur Celstar GA-1 (en)). Ce monoplace possédait une voilure médiane entièrement composite (70 % de fibre de carbone et 30 % de fibre de verre), mais un fuselage à structure métallique tubulaire. Ce prototype prit l’air le 7 février 2004 et remporta en juin le Championnat de Voltige d’Afrique du Sud au cours de sa première sortie publique, piloté par Glen Dell.

### Premiers modèles de série
En 2005 fut donc constitué la Slick Aircraft (Pty) Ltd afin de promouvoir et développer ce monoplace de voltige, mais aussi d'en assurer le développement. En février 2007 on compte 8 avions vendus (180 000 U$ pièce). Outre le prototype, trois exemplaires de série ont déjà été achevés, qui se distinguent du [ZU-ACE] par un fuselage entièrement composite, des ailerons dont la surface a été agrandie de 50 %, une prise d'air froid supplémentaire pour le moteur AEIO-360, diverses modifications aérodynamiques au niveau du train d'atterrissage et de la dérive.

### Super Slick
Parmi les deux avions en cours de montage en février 2007 chez Global Composite Solutions à Wonderboom, Pretoria, on trouve un prototype construit entièrement en fibre de carbone. Cet avion est annoncé comme participant à la Red Bull Race, aux États-Unis, en 2007.